# 神姫バス社営業所
神姫バス社営業所（しんきバス やしろえいぎょうしょ）は、加東市に所在する神姫バスの営業所。所属車両に付される略号は「社」。
2022年6月に西脇営業所から機能移転し発足した。ただし、敷地自体は同営業所の派出所時代のものをそのまま使用している。最寄りの停留所名は「社（車庫前）」。
かつて当営業所の管轄エリアにあった「ウイング神姫西脇営業所」についても、本稿で扱う。

## 概要
西脇市や加東市社地区を中心とした路線を管轄する。
市内の生活路線の他に、東は大阪駅、西はアスティアかさい、南は三宮駅・ポートアイランド、北は関西記念墓園（丹波市）に至る都市間路線も運行している。
その代表例である中国ハイウェイバス・西脇線は、2003年に西日本JRバスとの共同運行を始めるまで当営業所が独自に運行していた。
西脇市内の拠点である『西脇バスターミナル』は、1990年に廃止された鍛冶屋線・西脇駅の跡地にある。1993年頃まで、のりばは三宮バスターミナルのような駐車場タイプであったが、再開発に伴い1996年からは一般的なロータリー型となった。
2012年10月1日より西脇市・多可町地域路線が神姫グリーンバス（現・ウイング神姫）西脇営業所に移管された。
2022年6月1日、神姫グリーンバス併設の神姫バス西脇営業所が廃止となり、社車庫に新たに神姫バス社営業所が設置された。
所在地
- 社営業所 - 兵庫県加東市社777-21
- 西脇派出所 - 兵庫県西脇市下戸田270−58（ウイング神姫西脇営業所も同一）
- 渡瀬派出所 - 兵庫県三木市吉川町渡瀬139-3
- みなぎ台派出所 - 兵庫県三木市吉川町みなぎ台2丁目34番地
- 西脇バスターミナル - 兵庫県西脇市西脇991

以下は廃止済みのもの。
- 天神派出所 - 兵庫県加東市天神193

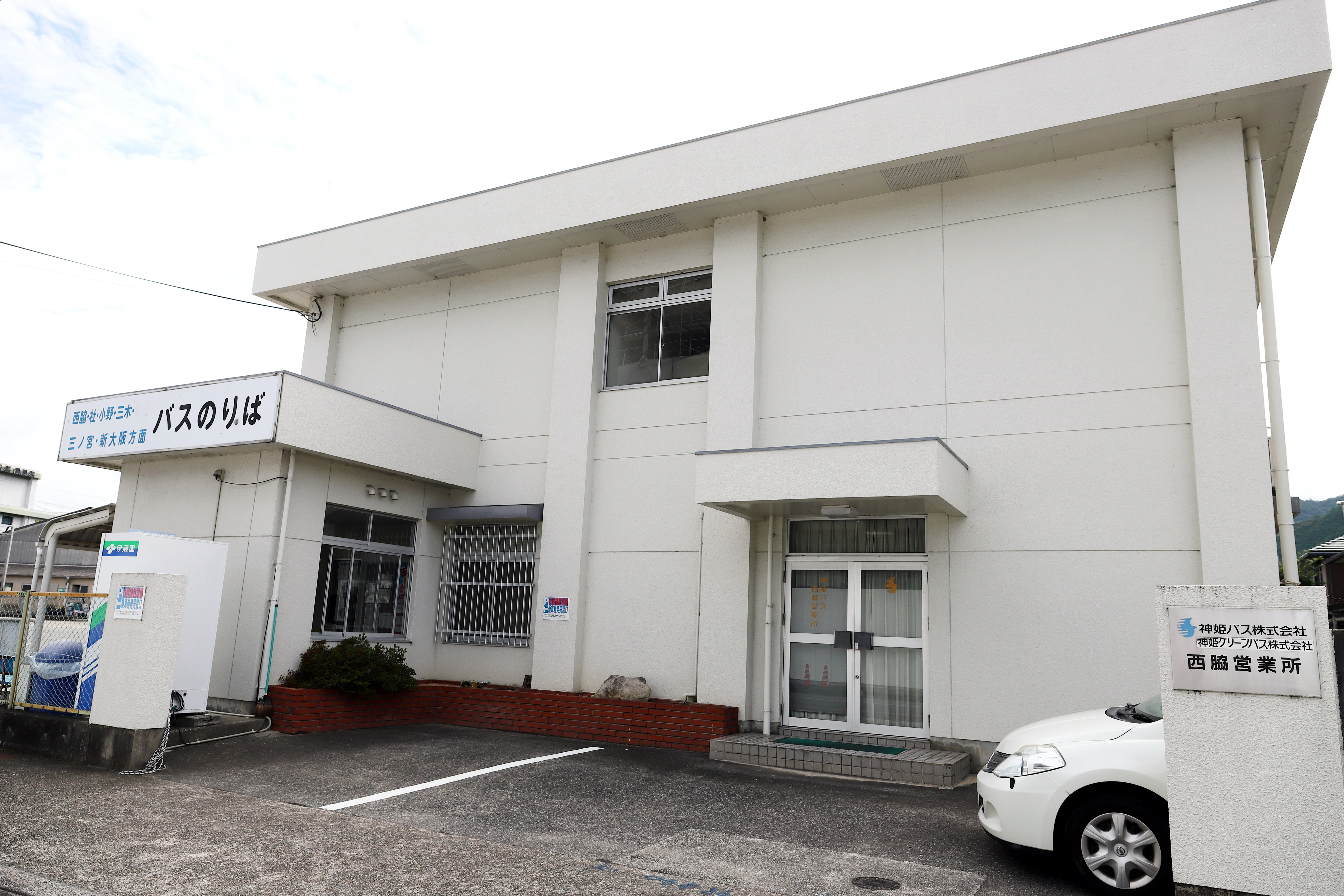
西脇派出所
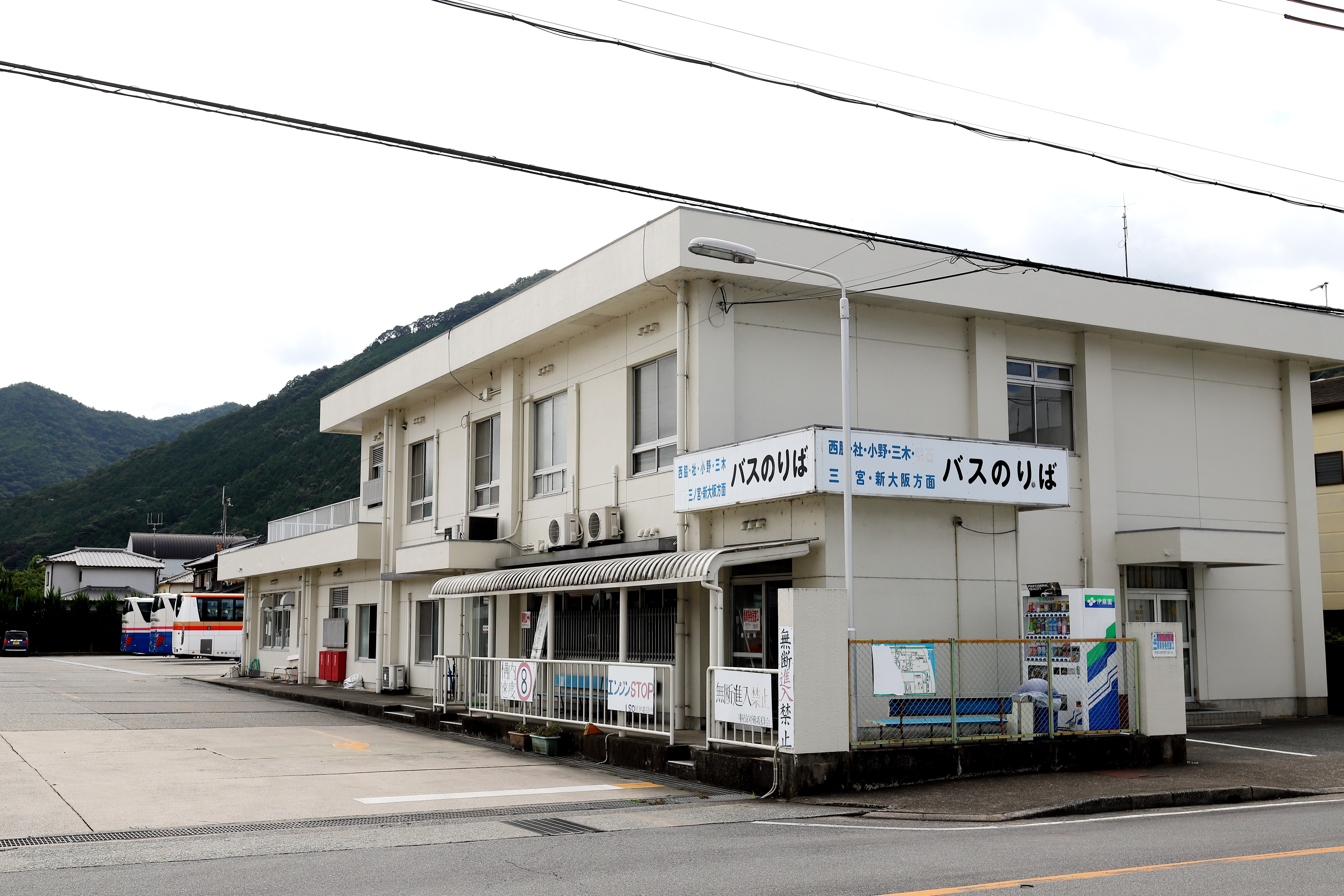
西脇派出所全体
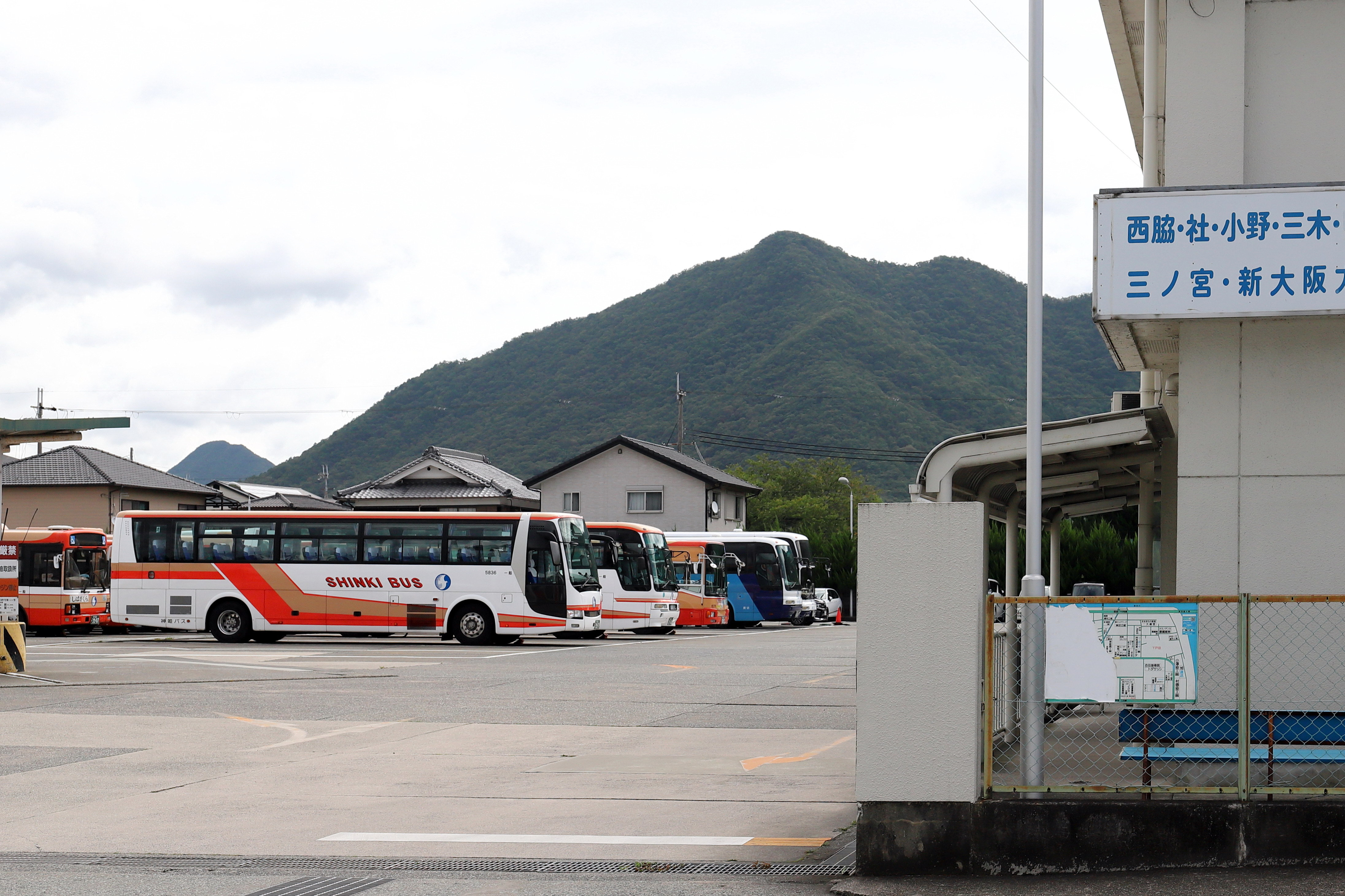
西脇派出所 車庫側

## 所管路線
社営業所の担当している路線には、系統番号が設けられていない。番号がある路線は他の営業所が担当しているもの（共同運行も含む）だが、西脇市・加東市内に発着するため、便宜上ここでも扱う。

### 神姫バス
- 中国ハイウェイバス・西脇線/社線/北条線（北条線は西日本JRバスと共同運行。西脇線は津山営業所・西日本JRバスとの共同運行。但し、西脇営業所 - 滝野社インター、社（車庫前） - 滝野社インター、アスティアかさい - 加西インター間はクローズドドアシステム採用）
  - USJ - 大阪駅  - 新大阪駅 - 宝塚インター - 西宮北インター - 吉川インター - 高速東条 - 滝野社インター - 野村 - 西脇（アピカ） - 西脇市役所（西脇営業所）
  - 大阪駅 - 新大阪駅 - 宝塚インター - 西宮北インター - 吉川インター - 高速東条 - 滝野社インター - 県総合庁舎前 - 社（車庫前）
  - 大阪駅 - 新大阪駅 - 宝塚インター - 西宮北インター - 吉川インター - 高速東条 - 滝野社インター - 加西インター - アスティアかさい
- 大阪ベイサイドライン（神戸営業所・三木営業所・三田営業所との共同運行）
  - 三宮 -（ハーバーハイウェイ・阪神高速5号湾岸線・阪神高速2号淀川左岸線）- USJ - ポートタウン東駅
- 西脇急行線
  - 兵庫県神戸市中央区の三宮駅から阪神高速32号新神戸トンネルを経由し、途中三木市、小野市、加東市を抜け、同県西脇市の西脇市役所（西脇営業所）へ向う路線である。
  - 社（車庫前） - 西脇（アピカ） - 西脇市役所（西脇営業所）の区間便のみ三木営業所、社営業所と共同運行を行なっている。
  - 三宮 - 新神戸駅 -（阪神高速32号新神戸トンネル）- 御坂 - 志染公民館前 - エビス - 上の丸 - 神鉄三木駅・福有橋 - 三木営業所 - 市場 - 小野本町一丁目 - 敷地 - 社（車庫前） (滝野社インター)- 滝駅前 - 野村 - 西脇（アピカ） - 西脇市役所（西脇営業所）

路線沿革
- 1948年（昭和23年）6月1日：明石 - 西脇営業所間（神姫バス）運行開始。
- 1963年（昭和38年）2月1日：明石 - 西脇営業所間（山陽バス）運行開始。
- 1969年（昭和44年）5月1日：三ノ宮 - 西脇営業所間（神姫バス）運行開始。
- 1971年（昭和46年）7月1日：明石 - 西脇営業所（山陽バス便）が廃止。
- 1995年（平成7年）：阪神・淡路大震災の影響で、三ノ宮乗り入れが出来なくなり、復旧まで西脇 - 西神中央駅間で運行。
- 1999年（平成11年）9月6日：御坂・新神戸トンネル経由のルート開設。
  - これに伴い西脇営業所 - 三ノ宮は以下の3ルートとなる
    - 玉津IC・第二神明・阪神高速経由　
    - 第二神明・阪神高速・新神戸トンネル有料道路・新神戸駅経由
    - 御坂・新神戸トンネル有料道路・新神戸駅経由

- 2001年（平成13年）：明石 - 西脇営業所（神姫バス便）も廃止。
- 2004年（平成16年）4月1日：全便が御坂・新神戸トンネル有料道路・新神戸駅経由に統一される。
- 2006年（平成18年）2月16日：一部便を神戸空港へ延長。
- 2009年（平成21年）10月1日：神戸空港発着便が廃止となる。
- 2014年（平成26年）7月1日：
  - 西脇方面行の全便が新神戸駅停車になる。
  - 平日2往復、土休日1往復を社営業所発着に変更。社営業所 - 西脇営業所間の区間便が設定される。
  - 平日19往復、土休日19往復（社営業所発着は除く）に減便。

- 2019年（平成31年）4月1日：
  - 平日上り4本下り3本、土休日1往復を社営業所発着に変更。
  - 土休日18往復に減便。
  - 高丘 - 三宮線の経路変更に伴い、三宮 - 玉津インター前間の利用が可能となる。同区間は2004年の当路線廃止以降15年ぶりとなる。（2020年4月1日の経路変更により再び玉津インター前に停車しなくなる。）

- 2019年（令和元年）10月1日：
  - 「社営業所」が「社(車庫前)」に改称。
  - 平日6往復、土休日上り3本下り4本を社(車庫前)発着に変更。
  - 土休日17往復に減便

- 2020年（令和2年）4月1日：
  - 平日8往復、土休日上り6本下り5本を社営業所発着（このうち平日下り1本は産団協前・押部谷駅前経由）で運行。また平日上り1本は三木営業所始発となる。
  - 「小野市役所前」が「小野商工会議所前」に改称。

- 2021年（令和3年）10月1日:
  - 「西脇営業所」が「西脇市役所（西脇営業所）」に改称。

- ［快速］三宮 -（阪神高速32号新神戸トンネル・阪神高速7号北神戸線）- 産団協前 - 木幡 - 栄駅前 - 押部谷駅前 - 三木中町 - 神鉄三木駅・福有橋 - 三木営業所 - 市場 - 小野本町一丁目 - 敷地 - 社営業所
  - 社営業所行きのみ運行
  - 終点:社営業所で滝野社インター経由西脇市役所(西脇営業所)行きに接続
- 恵比須快速線（三木営業所との共同運行）
  - 三宮 -（阪神高速32号新神戸トンネル・阪神高速7号北神戸線）- 栄駅前 - 押部谷駅前 - 緑が丘駅 - 中自由が丘 - エビス - 上の丸 - 神鉄三木駅・福有橋 - 三木営業所
- 三田特急線（三田営業所・神戸営業所との共同運行）
  - 三宮 - 新神戸駅 -（阪神高速32号新神戸トンネル・阪神高速7号北神戸線・六甲北有料道路）- フラワータウンセンター - えるむプラザ前 - センチュリープラザ前 - ゆりのき台4丁目 - 関西学院前 - 学園7丁目
  - 三宮 -（新神戸駅）-（阪神高速32号新神戸トンネル・阪神高速7号北神戸線・六甲北有料道路）- 関西学院大学
  - 三宮 - 新神戸駅 -（阪神高速32号新神戸トンネル・阪神高速7号北神戸線・六甲北有料道路）- 吉尾インター - （六甲北有料道路）- イオンモール神戸北 - 鹿の子台西口 - 市立図書館前 - 三田駅
- 新大阪 - 三田線（三田営業所・津山営業所・姫路営業所・阪神バスとの共同運行）
  - 新大阪駅北口 - 大阪梅田(ハービス大阪) -（阪神高速11号池田線・中国自動車道）- フラワータウンセンター - えるむプラザ前 - ゆりのき台4丁目 - 関西学院大学
  - 新大阪駅北口 - 大阪梅田(ハービス大阪) -（阪神高速11号池田線・中国自動車道・山陽自動車道・）- イオンモール神戸北 - 関西学院大学
  - 新大阪駅北口 - 大阪梅田(ハービス大阪)- 大阪伊丹空港 - （箕面有料道路・新名神高速道路・中国自動車道）- フラワータウンセンター - えるむプラザ前 - ゆりのき台4丁目 - 関西学院大学
  - 新大阪駅北口 - 千里ニュータウン -（箕面有料道路・新名神高速道路・山陽自動車道・六甲北有料道路）- イオンモール神戸北 - 関西学院大学
- 新大阪駅北口 - 千里ニュータウン -（箕面有料道路・新名神高速道路・中国自動車道・舞鶴若狭自動車道・北近畿豊岡自動車道）- 関西記念墓園
- ポートアイランド線（神戸営業所・西神営業所との共同運行）
  - 三宮(神戸阪急前) - みなとじま駅前 - コンテナターミナル（一部は中央市民病院経由）
  - 三宮(神戸阪急前) - みなとじま駅前 - 神戸商工会議所 - 中央市民病院 - IKEA神戸
- ポーアイキャンパス線（神戸営業所・三木営業所・三田営業所・明石営業所・大久保出張所・西神営業所との共同運行）
  - 三宮(神戸阪急前) - ポーアイキャンパス
- 西脇市役所（西脇営業所）- 西脇（アピカ）- 野村 - 三草小学校 - 社高校前 - 加東市民病院 - 社（車庫前）- 古川 - 敷地 - 小野 - 電鉄小野駅
  - 野村～社間で三草を経由する系統。平日のみ運行。社～小野駅間は平日朝の西脇行き1便のみ。
- 天神 - 上厚利 - 松沢 - 小田農協 - 中番小学校 - 古川 - 敷地 - 小野 - 電鉄小野駅
  - 平日朝夕に運行。

7系統（三田営業所との共同運行）
- イオンモール神戸北 - 市原 - 市野瀬 - 吉川図書館前 - みなぎ台 - 渡瀬
  - 休日のみ運行。

8系統（三田営業所との共同運行）
- 三田駅 - 池尻下 - 観音山 - 馬渡 - みなぎ台
  - 2021年8月1日から馬渡〜みなぎ台延伸に伴い当営業所も担当している。
  - 馬渡～みなぎ台1丁目間はノンストップ。

9系統
- 三田駅 - 京口 - 岩谷口 - 市原 - 市野瀬 - 吉川図書館前 - 渡瀬
  - 10系統の区間便で、朝に運行。

10系統
- 三田駅 - 京口 - 岩谷口 - 市原 - 市野瀬 - 渡瀬 - 天神 - 上厚利(嬉野台生涯教育センター) - 社高校前 - 社営業所 - やしろショッピングパークBio - 社町駅
  - 休日は上厚利経由のみが運行される。

12系統
- みなぎ台 - 渡瀬 - 天神 - 上厚利(嬉野台生涯教育センター) - 社高校前 - 社営業所 - やしろショッピングパークBio

13系統
- 渡瀬 - 天神 - 上厚利(嬉野台生涯教育センター) - 社高校前 - 社営業所 - やしろショッピングパークBio

14系統（北条営業所との共同運行）
- 嬉野台生涯教育センター - 兵庫教育大学前 - 社高校前 - 社営業所 - やしろショッピングパークBio - 社町駅
  - 平日のみ運行。社高校発着の区間便がある。

19系統　(三田営業所との共同運行)
- 三田駅 - 市立図書館前 -（中国自動車道）- みなぎ台
  - 市立図書館前～みなぎ台1丁目間ノンストップ。

36系統（三木営業所との共同運行）
- 明石駅 -（→らぽす前） - 硯町 - 玉津曙 - 平野八幡神社前 - 田井北口 - 三木営業所 - 市場 - 小野 - 敷地 - 古川 - やしろショッピングパークBio - 社営業所
  - 明石駅～三木営業所間の区間便がある。

67系統 (三田営業所との共同運行)
- 三田駅 - 市立図書館前(三田市) - 上津台北 - イオンモール神戸北 - 神戸三田プレミアム•アウトレット

急行70系統 (三田営業所との共同運行)
- 三田駅 - 市立図書館前 - 関西学院大学
  - 市立図書館前～関西学院大学間ノンストップ。

### コミュニティバス
- めぐリン（西脇市コミュニティバス。神姫グリーンバス西脇営業所が担当）
- おりひめ号（同上）
- のぎくバス（多可町のコミュニティバス。神姫グリーンバス西脇営業所が担当）
- らんらんバス（小野市のコミュニティバス。社営業所に所属し、夜間滞泊は社営業所および神姫観光小野支店で行われている）

## ウイング神姫西脇営業所
2012年10月1日より西脇市・多可町地域路線が神姫グリーンバス西脇営業所に移管された。2022年10月にウイング神姫へ社名変更され、以降は同社の営業所となっている。

### 所管路線
加美中線
- 西脇市駅 - 播州成田山前 - 小坂町 - 西田 - 市原 - 曽我井 - 糀屋西 - 天田 - 高岸北 - 多可高校口
- 西脇市駅 - 西脇（アピカ） - （西脇病院） - （日野） - 西田 - 市原 - 羽安 - 中安田 - 中村町 - 多可町役場 - 鍛冶屋 - 多可高校口 - 丹治 - 鳥羽上（とりまかみ） - 杉原紙の里 - 山寄上
- 西脇市駅 - 西脇（アピカ） - （西脇病院） - （日野） - 西田 - 市原 - 曽我井 - 中村町 - 多可町役場 - 鍛冶屋 - 多可高校口 - 丹治 - 鳥羽上（とりまかみ） - 杉原紙の里 - 山寄上
  - 鍛冶屋線の廃止代替バスに相当する。西脇市駅⇔鳥羽上や鳥羽上⇔山寄上などの区間便もある。
- 西脇市駅 - 西脇高校北 - 西脇（アピカ） - 小坂町南 - 市原駅記念館 - 市原 - 曽我井 - 糀屋西 - 天田 - 高岸北 - 多可高校口 - 加美農協前 - 丹治 - 鳥羽上

中黒田線
- 鍛冶屋 - 天田 - 中央公園前 - 多可町役場 - 中村町 - 中安田 - 東安田公民館 - 本黒田駅前
- 鍛冶屋 - 天田 - 日赤病院 - 多可町役場 - 中村町 - 中安田 - 東安田公民館 - 本黒田駅前
- 多可高校口 - 高岸北 - 天田 - 日赤病院 - 多可町役場 - 中村町 - 中安田 - 東安田公民館 - 本黒田駅前
  - 平日のみ運行。

大屋線
- 西脇市役所（西脇営業所） - 西脇（アピカ） - 野村 - 西脇市駅 - 平野町 - 明楽寺 - 花の宮 - 大屋
- 西脇市役所（西脇営業所） - （西脇病院） - 西脇（アピカ） - 野村 - 西脇市駅 - 西脇高校南 - 明楽寺 - 花の宮 - （八千代小学校前） - 大屋
- 多可高校口 → 高岸北 → 天田 → 日赤病院 → 多可町役場 → 花の宮 → 八千代小学校前 → 大屋
  - 大屋行きの平日1本のみ

中八千代線
- 大和 - 八千代小学校前 - 花の宮 - 糀屋西 - 中央公園前 - 天田 - 高岸北 - 多可高校口
- 大和 - 八千代小学校前 - 花の宮 - 多可町役場 - 日赤病院 - 天田 - 鍛冶屋
  - 平日のみ運行。大和⇔八千代小学校前の区間便もある。

社高校線
- 西脇市役所（西脇営業所） - 西脇（アピカ） - 野村 - 滝野 - 社（車庫前） - 社高校前
  - 社高校前行きの平日1本のみ
- 社（車庫前） - 滝野社インター - 滝野 - 野村 - 西脇 - 西脇市役所(西脇営業所)
  - 西脇市役所(西脇営業所)行きの平日1本のみ担当

## 車両
一般路線向けは三菱ふそう製が主体で、エアロスター等が使用されている。高速線の中国ハイウェイバスと西脇急行線向けには三菱ふそう・エアロエースやエアロバス、日野・セレガが用いられている。後者にはかつてワンロマ車も充当されていた。